# نهائي كأس المعارض الأوروبية 1960
نهائي كأس المعارض الأوروبية 1960 هو النهائي الذي حدد الفائز بكأس المعارض الأوروبية 1958–60، وهي النسخة الثانية من بطولة كأس المعارض الأوروبية.

## خلفية
كانت هذه المباراة الثانية على التوالي بين الفريقين في كأس المعارض، بعد لقائهما في نصف نهائي النسخة الماضية للمسابقة، حيث احتاج نادي برشلونة إلى إعادة المباراة ليهزم برمنغهام سيتي، ثم فاز على فريق لندن في النهائي. بصفته بطل إسبانيا في الموسم المحلي 1958–59، تأهل برشلونة إلى كأس أوروبا 1959–60، ولعب مباريات في تلك المسابقة بالموازاة مع الجولات اللاحقة من كأس المعارض. وصل برمنغهام إلى نهائي مسابقة أوروبية لأول مرة في تاريخه، وكان أول فريق إنجليزي يفعل ذلك.
عانى برمنغهام طوال الموسم المحلي 1959–60، وكان بحاجة إلى التعادل على الأقل في أخر مباراة له في دوري الدرجة الأولى لضمان تجنب الهبوط، وفاز بتلك المباراة، وأنهى الموسم في المركز التاسع عشر، بفارق نقطتين (تعادل فوزًا واحدًا) عن منطقة الهبوط. في المقابل، حصد برشلونة لقبه الثاني على التوالي في الدوري الإسباني في الجولة الأخيرة من الموسم، بفوزه على ريال سرقسطة بفارق خمسة أهداف ليضمن التعادل في النقاط مع ريال مدريد وزيادة نسبته العامة في فارق الأهداف. تأهل برشلونة على إثر ذلك إلى كأس أوروبا 1960–61، وقبل كل من برشلونة وبرمنغهام الدعوات للمشاركة في كأس المعارض في ذلك الموسم.

## الطريق إلى النهائي

### برشلونة
| الدور       | الخصم      | مباراة الذهاب | مباراة الإياب | المجموع |
| ----------- | ---------- | ------------- | ------------- | ------- |
| الدور الأول | بازل XI    | 2–1 (خ)       | 5–2 (د)       | 7–3     |
| ربع النهائي | إنتر ميلان | 4–0 (د)       | 4–2 (خ)       | 8–2     |
| نصف النهائي | بلغراد XI  | 1–1 (خ)       | 3–1 (د)       | 4–2     |

على أرضية رديئة المستوى أصبحت أسوأ بسبب قيام السلطات المعنية ببرمجة مباراة للهواة قبل المباراة الرئيسية، وفي ظل هطول مستمر لأمطار غزيرة لدرجة أن اللاعبين لم يشعروا بأقدامهم، تغلب برشلونة على مضيفه فريق بازل القوي دفاعيًا بنتيجة 2–1 بهدفين من إنريك جينسانا وإيفاريستو. في مباراة الإياب على أرضه، تقدم برشلونة بثلاثة أهداف لصفر في الشوط الأول قبل أن يفوز بالمباراة 5–2 ليتفوق بنتيجة 7–3 في مجموع المباراتين.
في ربع النهائي، واجهوا إنتر ميلان الإيطالي، الذي شبهه مدرب برشلونة هيلينيو هيريرا بناديه: فريق عظيم له تاريخ غني ولاعبين منتدبين ممتازين. في مباراة الذهاب، فاز برشلونة بأربعة أهداف مقابل لا شيء. قال مراسل أبسي أنه لو لم يكن حارس مرمى إنتر إنزو ماتيوتشي في حالة جيدة، لكان فارق الأهداف أكبر، أثنى على الدفاع، وخاصة فرانسيسكو رودريغيز غارسيا، ولاعب الوسط خوان سيجارا باعتبارهما كانا بارزين في صد هجوم نجوم إنتر ميلان. أقيمت مباراة الإياب في سبتمبر 1959، وفي ذلك الوقت كان برشلونة، بصفته بطل إسبانيا الحالي، يشارك في كأس أوروبا بالإضافة إلى كأس المعارض. قدم برشلونة ما وصفته أبسي بأنه "عرض رائع" للفوز بمباراة الإياب خارج الأرض بنتيجة4–2.
على أرضية صعبة في بلغراد وفي مواجهة الرياح، صمد دفاع برشلونة أمام التشكيلة المحلية المكونة من أحد عشر لاعبًا –والتي كانت في الواقع تشكيلة وطنية يوغوسلافية– والتي لعبت بسرعة وقوة. قبل فترة وجيزة من نهاية الشوط الأول، انطلق لويس سواريز ميرامونتيس بسرعة، ومرر الكرة إلى أولوجيو مارتينيز، الذي مررها بدوره إلى إيفاريستو ليسجل من مسافة قريبة بتسديدة قوية. في الشوط الثاني، أُسقط كوستيتش في مربع العمليات ليحتسب الحكم ركلة جزاء، لكن أنتوني راماييتس تصدى لها وأبعدها إلى ركلة ركنية لم تسفر عن شيء. أثار هذا حماس لاعبي بلغراد، لكن راماليتس أبقاهم في مأمن. في هجمة مرتدة خاطفة، بدا أن مارتينيز تعرض لخطأ في منطقة الجزاء لكن الحكم لم يحتسب شيئًا. في منتصف الشوط، سجل بورا كوستيتش هدف التعادل. نجم المباراة من فريق برشلونة كان هو رامون فيلافيردي، الذي كان نشطًا في جميع مناطق الملعب واختارته صحيفة إل موندو ديبورتيفو كحجر الزاوية في خطة لعب برشلونة.
رأى هيريرا أن مباراة الإياب، التي أقيمت بعد حوالي ستة أسابيع، كانت أصعب مباراة خاضها الفريق في ذلك العام، وتمنى ألا تكون هناك حاجة لإعادة المباراة. افتتح لاسلو كوبالا التسجيل بعد خمس دقائق فقط من ركلة حرة من خارج منطقة الجزاء، وكان برشلونة هو الأفضل في الشوط الأول، ولكن في الدقيقة 44، أنهى برانيسلاف ميهايلوفيتش هجمة مرتدة على الجانب الأيمن من مسافة قريبة ليعادل النتيجة. بدأ برشلونة الشوط الثاني بلعب كرة قدم قوية وبدنية. بعد 57 دقيقة، تجنب إيفاريستو انتباه اثنين من المنافسين ليسجل الهدف الثاني لبرشلونة. عندما دخلت تسديدة مارتينيز العرضية شباك فريق بلغراد، رد اليوغوسلاف بشكل سيئ، وحاولوا مهاجمة مساعد الحكم، وطُرد لازار تاسيتش. لم يلعب أي من الجانبين كرة القدم خلال الدقائق القليلة الأخيرة من المباراة.

### برمنغهام سيتي
| الدور       | الخصم                    | مباراة الذهاب | مباراة الإياب | المجموع |
| ----------- | ------------------------ | ------------- | ------------- | ------- |
| الدور الأول | كولونيا XI               | 2–2 (خ)       | 2–0 (د)       | 4–2     |
| ربع النهائي | زغرب XI                  | 1–0 (د)       | 3–3 (خ)       | 4–3     |
| نصف النهائي | رويال يونيون سان خيلويزي | 4–2 (خ)       | 4–2 (د)       | 8–4     |

قبل أسبوعين من المباراة الأولى لبرمنغهام، خارج أرضه أمام فريق ممثل كولونيا، استقال آرثر تورنر، الذي قاد برمنغهام إلى الدور نصف النهائي من المسابقة في الموسم السابق، من منصبه كمدرب شريك، تاركًا بات بيزلي في دور المدرب المؤقت. بحضور مجموعة من محطة مقاتلة محلية تابعة لسلاح الجو الملكي، تأخر برمنغهام بهدفين. قلص ديك نيل جونيور الفارق قبل نهاية الشوط الأول بقليل، وقضى برمنغهام الاستراحة في إقناع الحكم بنفخ الكرة بالكامل، حيث كان يُنظر إلى الكرة الأكثر ليونة على أنها أكثر ملاءمة لأسلوب اللعب البطيء للألمان. سجل هاري هوبر هدفًا فرديًا رائعًا لتأمين التعادل. في مباراة الإياب، استنفد الفريق الألماني طاقته بسبب الإصابة والتزامات العمل –كانوا جميعًا لاعبين بدوام جزئي– وفاز برمنغهام بشكل مريح بهدفين من باني لاركين وبريان تايلور.
في مباراة الذهاب على أرضه ضد فريق زغرب المكون من لاعبين يتمتعون بخبرة دولية، كان برمنغهام بدون تريفور سميث، الذي كان متواجدًأ مع منتخب إنجلترا تحت 23 عامًا. فازوا بهدف نظيف، وسجل لاركين هدفًا برأسه في الشوط الأول، وكان لحارس المرمى جوني سكوفيلد عدة فرص تصديات جيدة حافظت على التقدم. استعدوا لزيارة زغرب بثلاث مباريات ودية في سويسرا، في واحدة منها، تعرض لاركين للطرد وحصل على إيقاف لمدة 14 يومًا من اتحاد كرة القدم (الاتحاد الإنجليزي لكرة القدم). انتهت مباراة الإياب في زغرب بتعادل مثير بنتيجة 3–3، بهدفين من لاركين وهوبر، مما منح برمنغهام فوزًا إجماليًا بنتيجة 4–3، لكن سميث ومهاجم زغرب ديونيزيي دفورنتش طُردا في وقت متأخر من المباراة. وباعتباره أحد اللاعبين الأربعة الذين طُردوا في ذلك الصيف أثناء اللعب في الخارج، تعرض سميث لانتقادات شديدة من الاتحاد الإنجليزي لكرة القدم، الذي أصدر تحذيرًا مفاده أن "سوء السلوك في الملعب من النوع المبلغ عنه يسيء إلى سمعة كرة القدم الإنجليزية وقد يؤدي إلى رفض الطلبات المستقبلية من قبل الأندية المعنية للقيام بجولات خارجية".
دخل برمنغهام مباراة الذهاب خارج أرضه في الدور نصف النهائي ضد رويال يونيون سان خيلويزي البلجيكي تحت أوامر صارمة باحترام صافرة الحكم، وفي مهمة "إنقاذ بعض من سمعتنا الكروية التي دمرتها بلا رحم هزيمة ولفرهامبتون واندررز في مباراة الذهاب أمام فرانكفورت من ألمانيا الشرقية، والخسارة الكبيرة لمانشستر يونايتد بنتيجة 6–1 على أرضه أمام ريال مدريد. وصف مدرب أندرلخت بيل جورملي يونيون رويال يونيون سان خيلويزي بأنه "جاهز وسريع وقوي"، واعتقد أن برمنغهام "سيكون من الجيد أن يعود إلى أرضه بخسارة بفارق هدف واحد فقط". منح بريان أوريت وتايلور وجيم باريت، الذين وقعوا قبل أيام فقط من المباراة، فوزًا بنتيجة 4–2 لبرمنغهام. كانت المباراة هي أخر مباراة تنافسية لحارس المرمى جيل ميريك الذي يملك الرقم القياسي في عدد خوض المباريات مع الفريق الأول لبرمنغهام، بلغ 551 مباراة. في ملعب سانت أندروز، وفي ظل ضباب كثيف لدرجة أنه كان هناك احتمال كبير لإلغاء المباراة، كرر برمنغهام النتيجة 4–2. وأصبح أول فريق بريطاني يصل إلى نهائي أوروبي، على الرغم من اللعب بعشرة لاعبين منذ الدقيقة 18، بعد أن أصيب تايلور بكسر خطير في الساق أبعده عن كرة القدم لمدة عام، وأنهى المباراة بتسعة لاعبين فقط عندما أصيب باريت أيضًا.

## مباراة الذهاب

### التفاصيل
اختار فريق برشلونة عدم التدرب قبل مباراة الذهاب في النهائي، في برمنغهام، مفضلاً الاستعداد للمباراة بالتسوق ومشاهدة المعالم السياحية. أقيمت المباراة تحت "أمطار غزيرة" على ملعب سانت أندروز الذي "كان عبارة عن سلسلة من البحيرات الصغيرة من منتصفه تقريبًا من مرمى إلى آخر". لعب برمنغهام "لعبة سريعة ومفتوحة" أكثر ملاءمة للظروف، في حين ضعف التفوق الفني لبرشلونة بسبب الطين و"دفاع برمنغهام القوي والمتفاني، حيث برز سميث ونيل على وجه الخصوص مثل الصخور قبل وقت طويل من النهاية". في الشوط الثاني، تعب برشلونة؛ أشارت صحيفة إل موندو ديبورتيفو إلى أنهم لعبوا مباراة في الدوري في إشبيلية قبل 48 ساعة فقط وأن اللاعبين لم يكونوا آلات. حصل الفريق المضيف على ثلاث فرص جيدة: حيث انقض راماليتس على قدمي هوبر، وركض ويستون بالكرة عندما لم يكن تحت أي ضغط، ثم "تدخل من العدم من قبل جينسانا منع ما بدا وكأنه هدف مؤكد"، مرة أخرى لويستون، الذي قال بعد ذلك أن الكرة توقفت في الماء.

قبل المباراة، صرح تريفور سميث لصحيفة ديلي ميرور أن فريقه ينوي عدم القيام بتدخلات على خصومهم، بل "العودة" إلى الدفاع، وإجبار الزوار على التسديد من مسافة بعيدة. لقد كانت هذه هي الطريقة التي لعبوا بها بالفعل، وكان التكتيك ناجحًا. كتب بيل هولدن من صحيفة ميرور أن "بالنسبة لفريق يكافح لتفادي الهبوط ويواجه أعظم مجموعة من النجوم الدوليين من قبل أي نادٍ أوروبي، فقد قاموا بعمل رائع". في وقت كانت فيه كرة القدم المتلفزة في بريطانيا لا تزال مقتصرة بشكل عام على نهائي كأس الاتحاد الإنجليزي ومباريات إنجلترا الدولية، تمت تغطية الشوط الثاني من المباراة مباشرة على بي بي سي، بتعليق كينيث وولستنهولم.
| برمنغهام سيتي | 0–0    | برشلونة |
| ------------- | ------ | ------- |
|               | [ 26 ] |         |

| برمنغهام سيتي | برشلونة |

| GK        | 1  | جوني سكوفيلد    |
| RB        | 2  | برايان فارمر    |
| LB        | 3  | جورج ألين       |
| RH        | 4  | جوني واتس       |
| CH        | 5  | تريفور سميث (ق) |
| LH        | 6  | ديك نيل جونيور  |
| OR        | 7  | جوردون أستال    |
| IR        | 8  | جوني غوردون     |
| CF        | 9  | دون ويستون      |
| IL        | 10 | بريان أوريت     |
| OL        | 11 | هاري هوبر       |
| المدرب:   |    |                 |
| بات بيزلي |    |                 |

| GK             | 1  | أنتوني راماييتس           |
| RB             | 2  | فرناندو أوليفيلا          |
| CB             | 3  | سيغفريد غراسيا            |
| CB             | 4  | خوان سيجارا               |
| LB             | 5  | فرانسيسكو رودريغيز غارسيا |
| MF             | 6  | إنريك جينسانا             |
| MF             | 7  | لويس كول                  |
| MF             | 8  | ساندور كوتشيس             |
| FW             | 9  | أولوجيو مارتينيز          |
| FW             | 10 | إنريك ريبيليس             |
| FW             | 11 | رامون فيلافيردي           |
| المدرب:        |    |                           |
| هيلينيو هيريرا |    |                           |

## مباراة الإياب

### التفاصيل
بعد هزيمة ثقيلة أمام غريمه ريال مدريد في نصف نهائي كأس أوروبا، أصدر مديرو برشلونة بيانًا أكدوا فيه على الأولوية التي وضعوها للفوز بتلك المسابقة، من الناحية المالية وكذلك الكروية، وأقالوا هيلينيو هيريرا، وتم تعيين إنيرك راباسا كمدرب مؤقت. مع تقدمهم بستة أهداف في مباراة الذهاب في كأس الجنرال ضد فيرول، تمكنوا من الاستعداد للقاء برمنغهام من خلال إراحة بعض لاعبيهم المميزين. أشارت معاينة إل موندو ديبورتيفو إلى أن برمنغهام كان يعاني في الدوري بسبب الإصابات، وقد احتفظ بأفضل عروضه لمباريات الكأس، بفضل الجودة القوية والعنيدة لفريقهم.
وصل فريق برمنغهام - خمسة عشر لاعبًا، ومدرب اللياقة البدنية والمدرب وطبيب وستة مسؤولين - عن طريق الطائرة بعد ظهر اليوم السابق للمباراة. صرح المدرب بات بيزلي للصحافة أن فريقه تعافى من ركوده في الدوري وكان في حالة رائعة، وعلى الرغم من أن برشلونة كان فريقًا رائعًا، ويريد إنهاء خصومه بأسلوب رائع أمام جماهيره، خاصة بعد خيبة أملهم في كأس أوروبا، إلا أن لاعبي برمنغهام كانوا أسرع وأقوى مما كانوا عليه في مباراة الذهاب ويمكنهم إحداث مفاجأة. كان تريفور سميث يأمل في وضع حد لبرشلونة كما حدث في مباراة الذهاب، ولم يكن راغبًا في تقديم توقع صريح. أكد ديفيد ميلر من صحيفة ديلي تلغراف أن برمنغهام كان في أفضل حالاته، وأفاد أنه يتوقع أن يسافر ما لا يقل عن 100 مشجع من إنجلترا لدعم ناديهم.
تقدم برشلونة بهدفين بعد ست دقائق. جاءت الأولى عندما نفذ لويس كول ركلة ركنية حولها أولوجيو مارتينيز برأسه إلى المرمى، وأنهى زولتان تشيبور حركة أنيقة حيث تلقى تمريرة عالية بطول 30 ياردة (27 مترًا) على حافة منطقة الجزاء، واستدار، ووقع الهدف الثاني. وعلى الرغم من العديد من الركنيات، لم يكن هناك المزيد من الأهداف في الشوط الأول، وبتقدم من جوني غوردون، حاول برمنغهام مجابهة برشلونة في خط الوسط. ولكن بعد فترة وجيزة من الاستراحة، هاجم برشلونة على الجانب الأيمن ومرر مارتينيز إلى سيزيبور الذي حسم هدفه الثاني المباراة. حصل جوردون أستال على فرصتين للتسجيل، الأولى مرت بعيدًا والثانية تم صدها بطريقة مذهلة من قبل راماليتس، قبل أن يتقدم مارتينيز بهجمة أخرى على الجانب الأيمن ويمرر الكرة إلى كول، الذي منحت "تسديدته قوية بالقدم اليمنى وسط حشد من اللاعبين" برشلونة رابع الأهداف. مع بقاء القليل من الوقت، قام بيتر ميرفي، الذي كانت هذه المباراة أخر ظهور له مع برمنغهام، بهجمة مرتدة على اليسار وأرسل تمريرة طويلة نحو هوبر، الذي ساعدته حركته على التغلب على راماليتس في الوصول إلى الكرة والتسجيل برأسه.
استدعى راباسا اللاعب النجم لازلو كوبالا مجددًا إلى الفريق، حيث كان قد استبعده هيريرا من الفريق، وبمجرد أن حقق برشلونة هذا التقدم المبكر، كان قادرًا على لعب دور بارز في الملعب، حيث قال إي إل خيمينو من إل موندو ديبورتيفو على أنه يوجه طريقة لعب فريقه كما يوجه القائد أوركسترا. تحققت مخاوف مراسل صحيفة التايمز من أن برمنغهام قد أضاع فرصته على أرضية ثقيلة ضد خصم مرهق في إشارة إلى مباراة الذهاب - "كان هذا وضعًا مناسبًا لأسلوب برمنغهام الخاص، ولم يفوزوا". على الرغم من أن برمنجهام بذل قصارى جهده في مباراتي النهائي للعب بمرونة أكثر بدلا من الأسلوب "البريطاني" الصارم التقليدي، حيث يلتزم اللاعبون بمواقعهم المخصصة مهما كانت الظروف، فإن مثل هذا التغيير في الأسلوب لم يكن شيئًا يمكن لفريق أن يتقنه في بضعة أسابيع. بمجرد أن تقدم برشلونة بهدفين في وقت مبكر من المباراة، كان من المؤكد أن تفوق لاعبيهم سيظهر.

هنأ خيمينو الحكم لوسيان فان نوفل على صرامته في معاقبة لعب برمنجهام الخطير؛ في أخر 15 دقيقة، تسببت بعض التدخلات العنيفة بإنذارات لبريان فارمر وجوني واتس. قال الحكم أنه بصرف النظر عن بعض الغضب الناتج عن الإحباط، فإنه يعتقد أنه تحكم بشكل كاف على المباراة، كما لم يسبب له أي من الجانبين أي مشكلة.
| برشلونة                                | 4–1    | برمنغهام سيتي |
| -------------------------------------- | ------ | ------------- |
| مارتينيز 3' · تشيبور 6'، 48' · كول 78' | [ 26 ] | هوبر 82'      |

| برشلونة | برمنغهام سيتي |

| GK           | 1  | أنتوني راماييتس           |
| RB           | 2  | فرناندو أوليفيلا          |
| CB           | 3  | سيغفريد غراسيا            |
| CB           | 4  | مارتي فيرجيس              |
| LB           | 5  | فرانسيسكو رودريغيز غارسيا |
| MF           | 6  | خوان سيجارا (ق)           |
| MF           | 7  | لويس كول                  |
| MF           | 8  | إنريك ريبيليس             |
| FW           | 9  | أولوجيو مارتينيز          |
| FW           | 10 | لاسلو كوبالا              |
| FW           | 11 | زولتان تشيبور             |
| المدرب:      |    |                           |
| إنيرك راباسا |    |                           |

| GK        | 1  | جوني سكوفيلد    |
| RB        | 2  | برايان فارمر    |
| LB        | 3  | جورج ألين       |
| RH        | 4  | جوني واتس       |
| CH        | 5  | تريفور سميث (ق) |
| LH        | 6  | ديك نيل جونيور  |
| OR        | 7  | جوردون أستال    |
| IR        | 8  | جوني غوردون     |
| CF        | 9  | دون ويستون      |
| IL        | 10 | بيتر ميرفي      |
| OL        | 11 | هاري هوبر       |
| المدرب:   |    |                 |
| بات بيزلي |    |                 |

## بعد المباراة
وفقًا لكتاب جيمي بيرنز "برشلونة"، فإن الفريق المثالي لهيلينيو هيريرا جمع بين "الروح التنافسية والقوة والسرعة، جنبًا إلى جنب مع الجوانب الفنية". بعد فوز برشلونة على وولفرهامبتون واندررز بطل إنجلترا بنتيجة 5–2 في كأس أوروبا، أخبر هيريرا الصحافة المجتمعة أن "أنتم في إنجلترا تلعبون الآن بنفس الأسلوب الذي كنا نعتمده نحن الذين نلعب قاريًا منذ سنوات عديدة، بقوة بدنية كبيرة، ولكن بدون أسلوب أو تقنية". لقد وضح هذا النهائي الفارق بين أسلوب اللعب "القاري" (للأندية غير الإنجليزية) ضد أسلوب اللعب "الإنجليزي"، وانعكس الاختلاف في النتيجة. كررت صحيفة إل موندو ديبورتيفو الرأي الشائع بأن هذا كان بسبب عزلة إنجلترا النسبية في كرة القدم في السنوات الأخيرة. عانى منتخب إنجلترا لكرة القدم من هزائم ثقيلة أمام الفرق الأوروبية خلال الخمسينيات من القرن الماضي. حاول مسؤولو دوري كرة القدم، بعد رفضهم السماح لتشيلسي بالمشاركة في النسخة الأولى من كأس أوروبا، أن يفعلوا الشيء نفسه مع مانشستر يونايتد، على الرغم من نصيحة شخصيات عديدة في كرة القدم، بما في ذلك قائد إنجلترا بيلي رايت، بأنه يجب التشجيع على المزيد من الاتصال بكرة القدم القارية من أجل تحسين مستوى اللعبة الإنجليزية. نظرًا لأن التوظيف في أندية دوري كرة القدم الإنجليزي كان مقتصرًا على أولئك الذين يحملون جوازات سفر بريطانية أو أيرلندية، لم يتمكن اللاعبون الأجانب المتميزون من اللعب في إنجلترا، حتى لو لم يزيل الحد الأقصى للأجور أي حافز مالي للقيام بذلك: حصل لاعبو برمنغهام على 4 جنيهات إسترلينية للفوز، بينما حصل فريق برشلونة على ما يعادل 218 جنيهًا إسترلينيًا لكل لاعب للفوز بكأس المعارض.
قرر خلال الاجتماع السنوي للجنة المنظمة لكأس المعارض، الذي عقد في برشلونة إلى جانب المباراة النهائية، إجراء النسخة الثالثة من المسابقة خلال موسم لعب واحد. وعلى الرغم من تلقي طلبات من العديد من الفرق الإضافية، إلا أن المنظمين لم يكونوا على استعداد لزيادة عدد المشاركين من 16 خوفًا من ازدحام المباريات. قبل كل من برشلونة وبرمنغهام دعوتهما للمنافسة: وصل برمنغهام إلى نهائي عام 1961، حيث خسر أمام روما، بينما خسر برشلونة في ربع النهائي، وباعتباره بطل إسبانيا عام 1960، فقد شارك أيضًا في كأس أوروبا ووصل إلى النهائي.
بقي برمنغهام في إسبانيا للقيام بجولة ما بعد الموسم. تمت دعوتهم للعب ضد أتليتيكو بالياريس من الدرجة الثالثة في حفل افتتاح ملعب النادي الجديد في ميورقة، لكن المباراة ألغيت بسبب "المشاجرات التي اندلعت في جميع أنحاء الملعب" بعد طرد اثنين من لاعبي برمنغهام، بيتر مورفي وديك نيل، الأول بسبب ارتكاب خطأ على قائد الفريق المضيف، كريسبي، مما أدى إلى كسر ساقه بشكل عنيف لدرجة أنه اضطر إلى الاعتزال من كرة القدم. تم استرداد سمعة اللاعبين على المستويين الكروي والسلوكي إلى حد ما في مباراة خيرية لدعم حملة "Pro Suburbios" ضد السكن العشوائي، حيث تعادلوا 1–1 مع فريق إشبيلية، وهو ما اعتقده محرر صحيفة إل موندو ديبورتيفو أنه لن يُسجل في التاريخ. لكن المتاعب في ميورقة، إلى جانب طردين في هذه النسخة من كأس المعارض وآخر في مباراة ودية في سويسرا، أدت إلى إبلاغ اتحاد كرة القدم لنادي برمنغهام أنه "لا يمكنه اللعب في الخارج حتى يقدم تعهدات حازمة بالحفاظ على هيبة وسمعة الأندية البريطانية والاتحاد الإنجليزي لكرة القدم في جميع الأوقات".

## أنظر أيضا
- نادي برمنغهام سيتي في كرة القدم الأوروبية
- نادي برشلونة في كرة القدم الدولية